# Copa Universidad de Concepción
La Copa Universidad de Concepción fue un trofeo amistoso disputado el 20 de mayo de 2006 por los clubes chilenos Universidad de Concepción y Universidad Católica. El trofeo fue un estímulo extra para el enfrentamiento, pero no el motivo principal, ya que pertenecía a la fecha diecisiete del Torneo Apertura 2006.
El marcador finalizó 1:1. Al no estipularse previamente una definición por penales, debido a que se trataba de un partido oficial de la ANFP, el ganador fue Universidad Católica, por su condición de visitante.
| 20 de mayo de 2006 | Universidad de Concepción | 1:1 (0:0) | Universidad Católica | Estadio Municipal de Concepción, Concepción              |                                                          |
|                    | Ribera 83'                |           | Quinteros 58'        | Asistencia: 10.090 espectadores Árbitro(s): Rubén Selman | Asistencia: 10.090 espectadores Árbitro(s): Rubén Selman |

| Campeón Universidad Católica |